# شخصية تاريخية
الشخصية التاريخية هي شخص تاريخي مشهور مثل كاترين العظيمة، أو أبراهام لنكولن، أو جورج واشنطن، أو نابليون.
غالبًا ما تكون أهمية هذه الشخصيات في التقدم البشري محل نقاش الكثيرين. إذ يعتقد البعض أنهم يلعبون دورًا حاسمًا في تشكيل تاريخنا، بينما يرى آخرون إن تأثيرهم ضئيل على الحركات الفكرية الكبيرة والمُغيرة اجتماعيًا. يُستخدم هذا المصطلح بشكل عام بمعنى أن الشخص المذكور كان موجودًا بالفعل في الماضي، وليس مجرد أسطورة. ومع ذلك، قد يكون من الصعب التمييز بين الحقائق والأساطير التي يمكن أن تتكون عن هذه الشخصيات التاريخية. في الأغلب تكون المصادر غير مكتملة وقد تكون غير دقيقة، خاصة تلك التي تعود إلى فترات مبكرة من التاريخ. بدون مجموعة من المستندات الشخصية، فلا يمكن إلا تخمين الجوانب الشخصية الأكثر دقة للشخصيات التاريخية. أما بخصوص الشخصيات التاريخية التي كانت أيضًا شخصيات دينية، فقد تكون محاولات فصل الحقيقة عن الإيمان مثيرة للجدل.
في العملية التعليمية، قد يؤدي تقديم المعلومات كما لو كان يتم سردها بواسطة شخصية تاريخية إلى تأثير أكبر على متلقيها. غالبًا منذ الأزمنة الكلاسيكية كان يُطلب من الطلاب أن يضعوا أنفسهم في مكان شخصية تاريخية كوسيلة لإحياء التاريخ. غالبًا ما تُمثل الشخصيات التاريخية في الأعمال الخيالية، حيث يحدث جمع بين الواقع والخيال. في التقاليد السابقة قبل ظهور تقليد تاريخي نقدي، لم يهتم المؤلفون بالدقة عند وصف ما يعرفونه عن الشخصيات التاريخية وأفعالهم، خالقين عناصر وهمية تهدف إلى خدمة غرض أخلاقي للأحداث: مثل راهب رواية سانت غال التي تسرد قصة شارلمان، ويطلق عليها اسم «دي كارولو ماغو». في الآونة الأخيرة، كان هناك ميل مرة أخرى لدى الأدباء للابتعاد بقصد عن الحقائق عندما تتعارض مع أهدافهم الإبداعية.

## الأهمية
لطالما كانت أهمية الشخصيات التاريخية موضع نقاش من قبل الفلاسفة. اعتبر هيغل (1770-1831) أن الشخصيات التاريخية العالمية لعبت دورًا محوريًا في تقدم الإنسان، ولكنه شعر بأنهم كانوا مجبرين على الظهور عند الحاجة إلى التغيير. رأى توماس كارليل (1795-1881) أن دراسة شخصيات مثل محمد، ووليام شكسبير، وأوليفر كرومويل هي مفتاح فهم التاريخ. شعر هربرت سبنسر (1820-1903)، وهو من أوائل المؤمنين بالتطور وعالمية القانون الطبيعي، بأن الشخصيات التاريخية ليس لهم أي أهمية تذكر.

### مفهوم هيغل عن الشخصية التاريخية العالمية
حدد الفيلسوف الألماني هيغل مفهوم الشخصية التاريخية العالمية، التي جسدت التقدم القاسي لمفهوم إيمانويل كانط عن الروح العالمية، وغالبًا ما أطاحت بهياكل وأفكار عفا عليها الزمن. وبالنسبة له، كان نابليون مثل هذه الشخصية. اقترح هيغل أن الشخصية التاريخية العالمية ستشكل تحديًا، أو فرضية، وهذا من شأنه أن يولد نقيضًا، أو قوة معارضة لها. وفي النهاية سيؤدي التوليف إلى حل هذا الصراع. نظر هيغل إلى يوليوس قيصر كشخصية تاريخية عالمية، إذ ظهر في مرحلة نمت فيها روما إلى درجة أنها لم تعد قادرة على الاستمرار كدولة جمهوريّة، وكان عليها أن تصبح إمبراطورية. فشل قيصر في محاولته لجعل نفسه إمبراطورًا، وتم اغتياله، لكن الإمبراطورية نشأت بعد ذلك بوقت قصير، وأصبح اسم قيصر مرادفًا للإمبراطور.

يتفق سورين كيركيجارد في مقالته الأولى «مفهوم السخرية» بشكل عام مع آراء هيغل، مثل وصفه لسقراط بأنه شخصية تاريخية عالمية كانت بمثابة قوة تدميرية لأفكار اليونانيين عن الأخلاق. في رأي هيغل، حطم سقراط فكرة الانسجام الاجتماعي من خلال التشكيك في معنى مفاهيم مثل العدالة والفضيلة. وفي نهاية المطاف حكم الأثينيون على سقراط بالموت. لكنهم لم يستطيعوا إيقاف تطور الفكر الذي بدأه سقراط، ما أدى إلى مفهوم الضمير الفردي لاحقًا. قال هيغل عن الشخصيات التاريخية العالمية:
«كان لهم أن يعرفوا هذا المبدأ الناشئ، وهو ضرورة الخطوة المتتابعة والمباشرة نحو التقدم، والتي كان على عالمهم اتخاذها؛ ولأجل جعل هذا هدفهم، وإنفاق طاقاتهم في الترويج له... فإنهم يموتون مبكرًا مثل الإسكندر؛ أو يقتلوا، مثل قيصر. أو ينقلوا إلى سانت هيلانة، مثل نابليون... إنهم رجال عظماء، لأنهم أرادوا وأنجزوا شيئًا عظيمًا؛ لم يكن الأمر مجرد نزوة، أو مجرد نية، ولكنه كان المناسب لوضعهم، وتماهى مع احتياجات العصر».
مع ذلك، لاحظ هيغل، وتوماس كارليل، وآخرون أن الشخصيات التاريخية العظيمة كانت مجرد رجال ممثلين، ومعبرين عن قوى التاريخ المادية. بل ولم يكن بوسعهم اختيار ما يفعلونه إلا نادرًا. يتعارض هذا مع آراء جورج بانكروفت، أو رالف والدو إيمرسون، الذين أشادوا بالاعتماد على الذات والفردية، وأيضًا مع كارل ماركس، وفريدريك إنجلز الذين شعروا أيضًا أن الأفراد يمكنهم تحديد مصائرهم. وجد إنجلز أن نظام هيغل يحتوي على «تناقض داخلي غير قابل للإصلاح»، إذ أنه قائم على كل من النسبية الجدلية، والمثالية المطلقة.

### تصور سبنسر

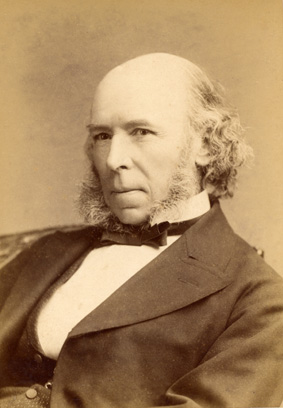
هربرت سبنسر

شعر الفيلسوف الأسكتلندي والنشوئي هربرت سبنسر الذي كان له تأثير كبير في النصف الأخير من القرن التاسع عشر، أن الشخصيات التاريخية كانت غير مهمة نسبيًا. إذ كتب إلى أحد الأصدقاء قائلاً: «أتجاهل تمامًا العنصر الشخصي في التاريخ، وأظهر حقًا قليلًا من الاحترام للتاريخ في تصوره الاعتيادي». وكتب قائلاً: «إن ميلاد، أو وفاة، أو زواج الملوك، وغيرها من التفاهات التاريخية، من الأمور العالقة بالذاكرة، ليس بسبب أي فوائد مباشرة يمكن أن تنتج عن معرفتهم؛ ولكن لأن المجتمع يعتبرها جزءًا من التعليم الجيد». أيضًا كتب في مقالته «ما هي المعرفة الأكثر قيمة؟»:
«ما يشكل التاريخ حقيقة، أو ما يُسمى كذلك، يُحذف إلى حد كبير من الأعمال المتعلقة به. بدأ المؤرخون بعد وقت طويل في تزويدنا بالمعلومات القيمة حقًا مهما كانت كميتها. في العصور القديمة، كان الملك هو كل شيء ولم يكن للناس أي قيمة؛ لذلك تملأ أفعال الملك الصورة كاملة في تاريخ الأسبقين، والتي تتشكل في خلفيتها الحياة الاجتماعية ولكن بشكل غامض. بينما الآن فقط عندما أصبحت رفاهية الأمم بدلاً من الحكام هي الفكرة السائدة، بدأ المؤرخون في مليء أنفسهم بظاهرة التقدم الاجتماعي. الشيء الذي يهمنا حقًا معرفته هو التاريخ الطبيعي للمجتمع».

### الحتمية أو الجبرية
إذا تطرفنا في الرأي، يمكن لنا أن نعتبر أن ما يسميه هيغل «روح العالم»، ويسميه تي إس إليوت «تلك القوى غير الشخصية الضخمة» تسيطر علينا. وأن كل ما يحدث محدد سلفًا. دافع كل من هيغل وماركس عن الحتمية التاريخية على عكس مذهب الاحتمالية، الذي يسمح بنتائج بديلة، والذي دعى إليها فريدريك نيتشه، وميشيل فوكو، وآخرون. ومع ذلك، جادل ماركس ضد استخدام حجة «الحتمية التاريخية» عندما تستخدم لتفسير تدمير الكميونات القديمة في روسيا. بصفته ماركسيًا أرثوذكسيًا، قبل فلاديمير لينين قوانين التاريخ التي اكتشفها ماركس، متضمنًا هذا الحتمية التاريخية للرأسمالية الذي يليها الانتقال إلى الاشتراكية. على الرغم من هذا، اعتقد لينين أيضًا أن الانتقال يمكن أن يتم بشكل أسرع من خلال العمل التطوعي.
في عام 1936، نشر كارل بوبر ورقة مؤثرة عن «فقر التاريخانية»، نُشرت لاحقًا ككتاب في عام 1957، والتي هاجم فيها مبدأ الحتمية التاريخية. أيضًا جادل المؤرخ أشعيا برلين مؤلف كتاب «الحتمية التاريخية» بقوة ضد هذا الرأي، وذهب إلى حد القول بأن بعض الخيارات حرة تمامًا ولا يمكن التنبؤ بها علميًا. قدم برلين وجهات نظره في محاضرة في عام 1953 في كلية لندن للاقتصاد، والتي نُشرت بعد ذلك بوقت قصير. أشار برلين في حديثه إلى وجهات نظر لودفيج فيتجنشتاين، لكن النسخة المنشورة كانت تتحدث بطريقة مستحسنة عن كارل بوبر، وهو ما تسبب في صخب في الوسط الأكاديمي.